# Elva Garma
Elva Garma Islas (Ciudad de México, 10 de enero de 1943) es una artista visual y pintora mexicana. Su obra se enmarca dentro del neomexicanismo, un estilo figurativo que resalta los elementos coloridos y emblemáticos de la cultura popular mexicana, paisajes, costumbres, personajes, etc.

## Biografía
Elva Garma Islas nació en la Ciudad de México, el 10 de enero de 1943, cerca de la Colonia Guerrero. Su madre era ama de casa y su padre un técnico dental. Desde pequeña quiso estudiar alguna carrera práctica o técnica, y estudió decoración mientras trabajaba en el Palacio de Hierro. Realizó estudios de artes plásticas en la Escuela Nacional de Pintura, Escultura y Grabado La Esmeralda, por insistencia de su abuelo. Cuando entró a la escuela de pintura, era una carrera nocturna y era una de las pocas mujeres, y el ambiente era completamente masculino. Fue alumna de Benito Messeguer.
En 1978 se estableció en Aguascalientes, junto con el artista visual Juan Castañeda, quien es su esposo. En Aguascalientes dio clases en la universidad.

### Carrera artística
Garma ha participado en exposiciones individuales y colectivas, y también ha obtenido premios por sus obras. Ha expueso en el Palacio de Iturbide, en el Museo de Arte Moderno, en el Palacio de Bellas Artes, en el Museo de El Chopo, en el Museo de San Carlos; y en diversas ciudades de México, Estados Unidos y Chile. También ha sido parte de la junta directiva del Instituto Cultural de Aguascalientes como representante de la comunidad artística.

## Obra

### Estilo artístico
Garma pertenece a la escuela neomexicanista. Durante su estadía en la Esmeralda plasmó su interés por el bordado y los textiles; más adelante, en algunas de sus obras, realiza representaciones feministas con tono irónico y juguetón. Utiliza elementos de collage y retazos, o pinta directamente postales y sobres de cartas. Asimismo plasma íconos nacionalistas de México con elementos surrealistas.
También trabaja con la vida cotidiana, los paisajes mexicanos, la magia, personajes femeninos, animales, así como diversos colores y texturas. Sobre la materialdad de su obra, se destaca por usar formas irregulares que sobresalen del bastidor.

### Lista de obras
Selección de obras:
- Quién Sabe, 1968, pintura[7]
- Añorada niñez, transformada en ilusión del pasado, 1971, ensamblaje[8]
- Sin título, 1990, pintura[9]
- Míralo, 1994, pintura[10]
- Un domingo en Guanajuato[10]

## Exposiciones

### Individuales
- 2019 - En el camino. Exposición retrospectiva con 70 obras que abarcan toda su carrera. Museo de Arte Contemporáneo Número 8, Aguascalientes[11]
- 2020 - El Desfile y lo que viene. Pintura y ensamblaje de Elva Garma. Museo de Arte de Celaya[1]

### Colectivas
- 2007 - Artistas representativos de la pintura actual de México: Aguascalientes. Festival Cultural de Mayo, Jalisco[10]
- 2011 / 2012 - De la Imagen al Haiku, de Carolina Castro y Elva Garma, en el Centro de Investigación y Estudios Literarios[12]
- 2021 / 2022 - Corazones de Agua Caliente. Palacio de gobierno de Aguascalientes[13][14]

## Premios y distinciones
- 1969 - Mención honorífica en el Primer Concurso de Pintura de la Ciudad de México, CONCANACO
- 1990 - Premio de Dibujo en la IV Bienal Diego Rivera. Guanajuato, Gto.[15]
- 1994 - Apoyo del Fondo Estatal para la Cultura y las Artes (FECA), en la categoría creadores con trayectoria, para el proyecto Aromas de mi patria[16]
- 2001 - Apoyo del FECA, en la categoría creadores con trayectoria, para proyecto pictórico[17]
- 2002 - Mención honorífica en la IV edición de la Bienal José Atanasio Monroy de la Universidad de Guadalajara, con la pieza Dos rosas.[18]